# Torre Milad
La Torre Milad (en persa, Borj-e-Milad, برج میلاد ) es la torre más alta de Irán. Se alza en el noroeste de la capital Teherán, entre los distritos Shahrak-e Gharb y Gisha, y mide 435 metros desde su base hasta la antena. Símbolo de modernidad, fue construida en 2007 y su apertura oficial tuvo lugar en 2008. Actualmente es la sexta torre de comunicaciones más alta del mundo, después de la torre de televisión de Cantón, torre CN de Toronto, Torre Ostankino de Moscú, la Torre Perla Oriental de Shanghái, y la Tokyo Sky Tree.

## Complejo Milad
En realidad, la torre pertenece al complejo Milad (antes conocido como Yadman), el Centro Internacional de Convenciones y Comercio Exterior de Teherán, en el que se incluyen restaurantes en la parte superior de la torre con vistas panorámicas, un hotel de cinco estrellas, un centro de congresos, un centro de negocios y un parque tecnológico.
La estructura está situada en lo alto de una colina, apoyada sobre unos cimientos de hormigón armado, y para su construcción se emplearon 33000 metros cúbicos de hormigón. La cabeza de la torre es una estructura de doce plantas, construida con acero y pesa unas 25000 toneladas. Es la mayor y más alta estructura de este tipo en una torre de comunicaciones de todo el mundo. Su base es octogonal, simbolizando la arquitectura tradicional persa.

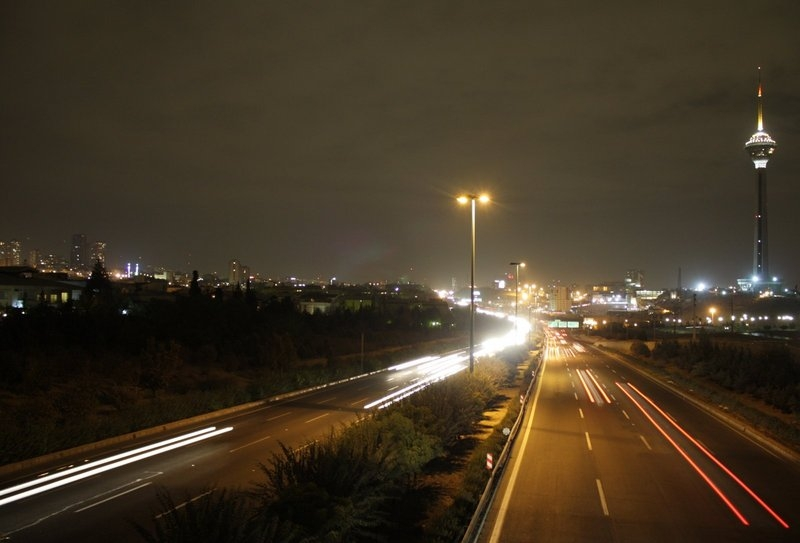
Torre Milad a la derecha de la imagen.

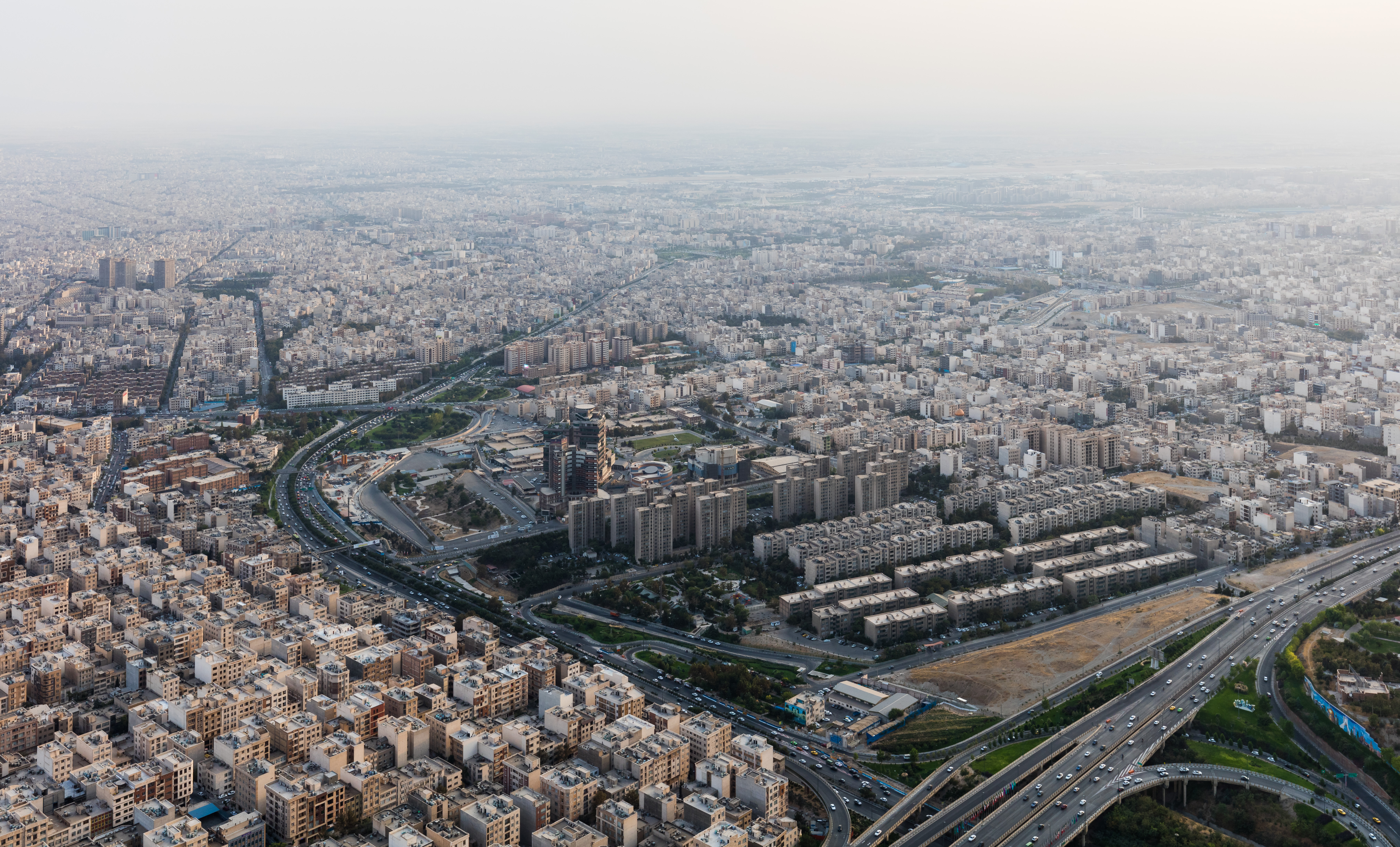
Vista de Teherán desde la torre.

En los pisos superiores de la torre están los dos observatorios panorámicos, uno superior cubierto con una cúpula de vidrio y acero, y otro inferior al aire libre. Hay además un restaurante de lujo, una galería de arte, y una zona de refugio ignífuga de emergencia, además de instalaciones de telecomunicaciones. El mástil de la antena mide 120 metros de alto, y tiene cuatro secciones. La inferior se utiliza para ajustar las antenas de telecomunicaciones de emisiones públicas, y los otros tres están dedicados a antenas de radio y televisión pertenecientes al gobierno de la República Islámica de Irán.
El cliente fue Yadman Sazeh Co., representante del Ayuntamiento de Teherán. La torre fue diseñada por Dr. M. R. Hafezi, y construida por Boland Payeh co.
Además, el complejo dispone de un aparcamiento de 2,7 hectáreas, un área de exposiciones, una biblioteca, y zona administrativa.

### Centro internacional de congresos
Dispone de 7 salas de conferencias, una zona de exposiciones de 700 metros cuadrados, hall de entrada, sala de formación, vestuarios, estudio de radio y televisión, y recepción.

### Hotel internacional
Se ha reservado un área de 5,2 hectáreas destinada a construir un hotel de cinco estrellas para poder ofrecer a turistas locales y extranjeros, además de asistentes a congresos una zona de recepción y alojamiento.

### Centro internacional de negocios
Hay otra zona de 4 hectáreas reservada para un centro de negocios local e internacional, que disponga de zonas de exposición de productos y servicios, y congresos técnicos y científicos.
| Predecesor: Menara Kuala Lumpur Malasia | Torre más alta del mundo 2007 | Sucesor: Oriental Pearl Tower China |